# Élections législatives néerlandaises de 2021
Les élections législatives néerlandaises de 2021 (en néerlandais : Tweede Kamerverkiezingen 2021) se tiennent du 15 mars au 17 mars aux Pays-Bas afin d'élire les 150 représentants de la 38e législature de la Seconde Chambre des États généraux pour un mandat de quatre ans.
Organisées dans le contexte de la pandémie de Covid-19, les élections sont pour la première fois étalées sur une période de trois jours afin de réduire les risques sanitaires, tandis que le vote par correspondance est rendu possible pour les électeurs de 70 ans et plus. 
Le scrutin aboutit à une fragmentation record de la Seconde Chambre, un total de 17 partis se partageant ses 150 sièges, soit un nombre qui n'avait pas été atteint depuis 1918. Pour la première fois depuis 1998, une coalition sortante conserve la majorité absolue. Le résultat est une victoire pour le Premier ministre Mark Rutte. Au pouvoir depuis 2010, le chef de file du Parti populaire pour la liberté et la démocratie (VVD) devient la première tête de liste à remporter quatre élections législatives consécutives aux Pays-Bas. Les Démocrates 66 (D66) réalisent le meilleur résultat de leur histoire en atteignant pour la première fois la deuxième place, tandis que le Forum pour la démocratie (FvD) réalise la meilleure performance du scrutin en quadruplant sa présence parlementaire.
Après 271 jours de négociations, qui constituent un nouveau record dans la vie politique néerlandaise, le VVD et les D66 s'accordent le 13 décembre avec l'Appel chrétien-démocrate (CDA) et l'Union chrétienne (CU) sur une reconduite de leur gouvernement de coalition sortant. Le cabinet Rutte IV prend ses fonctions le 10 janvier 2022.

## Contexte
Les élections législatives de mars 2017 sont suivies de la plus longue période de recherche d'une coalition aux Pays-Bas, soit 208 jours, à la suite de laquelle un accord de coalition entre le Parti populaire pour la liberté et la démocratie (VVD) , l'Appel chrétien-démocrate (CDA), les Démocrates 66 (D66) et l'Union chrétienne (CU) voit le jour, permettant l'annonce de la formation d'un nouveau gouvernement le 9 octobre 2017. Mark Rutte est reconduit au poste de Premier ministre. 
La perte annoncée de la majorité absolue détenue par le cabinet Rutte III à la Première Chambre des États généraux lors des élections sénatoriales du 27 mai 2019, notamment en raison de la poussée du Forum pour la démocratie (FvD), fait un temps envisager un scrutin législatif anticipé. Tiraillé par des scandales internes, le FvD finit cependant par s'effondrer dans les sondages courant 2020.
Les élections législatives de 2021 ont par ailleurs lieu quelques jours avant celles organisées à Curaçao, l'un des trois autres États constitutifs du Royaume des Pays-Bas.

### Chute du gouvernement
Le Premier ministre Mark Rutte démissionne le 15 janvier 2021 afin d'éviter le vote d'une probable motion de censure au Parlement à la suite d'un scandale de fausses allégations de fraudes aux allocations familiales. L'affaire révèle que plus de 11 000 familles, accusées à tort de ces fraudes, ont été contraintes à rembourser de manière rétroactive les allocations perçues sur plusieurs années de 2013 à 2019, soit des dizaines de milliers d'euros. Les révélations, portées notamment par le représentant Pieter Omtzigt, touchent directement le gouvernement en place : de hauts fonctionnaires dont certains ministres de Mark Rutte ayant eu connaissance de ces dysfonctionnements mais choisi d’étouffer l'affaire. Le scandale provoque plusieurs démissions, dont celle du ministre des Affaires économiques Eric Wiebes, qui se retire définitivement de la vie politique, tandis que le chef de file du Parti travailliste (PvdA) Lodewijk Asscher, ministre des Affaires sociales et de l'Emploi sous le précédent gouvernement, quitte la tête du parti,.

### Pandémie de Covid-19

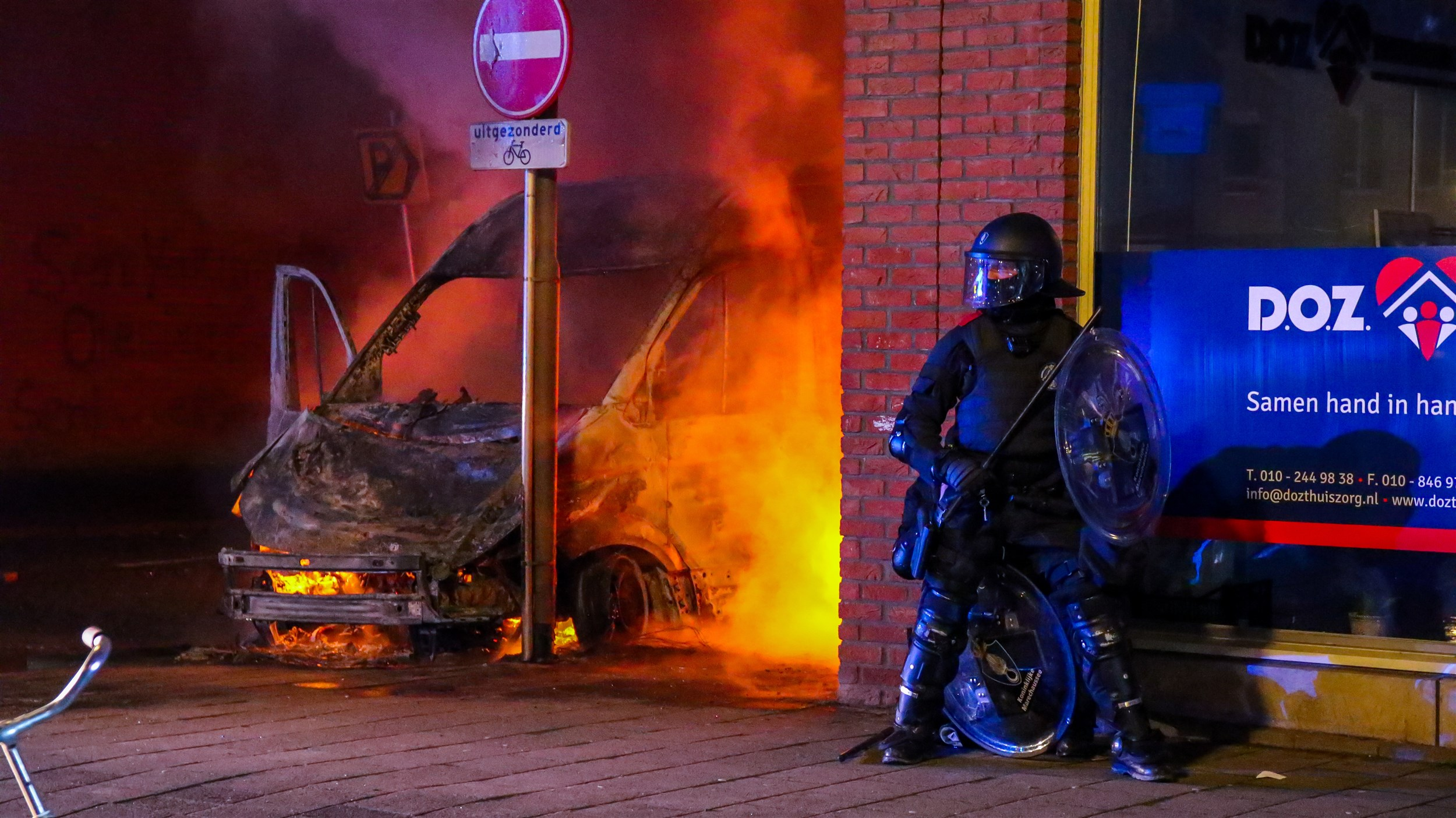
Un véhicule incendié lors des émeutes de janvier à Rotterdam.

Le gouvernement démissionnaire continue notamment à gérer la crise sanitaire provoquée par la pandémie de Covid-19, dont la « seconde vague » intervient début janvier 2021. Après avoir initialement refusé de restreindre les mouvements de la population, mettant en avant la capacité des citoyens à respecter les règles sans « être traités comme des enfants », le gouvernement finit le 23 janvier par instaurer un couvre-feu de 21 h du soir à 4 h 30 du matin, assorti d'une fermeture des établissements scolaires, bars, restaurants et tout autre magasin déclaré non essentiel. Cette volte-face, qui intervient quelques jours à peine après le scandale ayant mené à la chute du gouvernement, est très mal accueillie par la population. Le pays connaît alors plusieurs jours de violentes manifestations, qui tournent dans plusieurs villes en émeutes, les pires aux Pays-Bas depuis plus de 40 ans. Un centre de dépistage est incendié et un autre visé par une bombe artisanale, causant d'importants dégâts matériels sans faire de victimes. Le gouvernement finit le 1er mars par assouplir ses mesures restrictives en ré-ouvrant notamment les services de contact ainsi que les établissements scolaires, mais sans effets immédiats sur les manifestations, qui se poursuivent courant mars,,.
Afin de minimiser les risques sanitaires, les élections sont exceptionnellement étalées sur une période de trois jours du 15 au 17 mars, permettant une plus faible concentration d'électeurs présents simultanément dans les bureaux de vote. Des dérogations au couvre-feu sont mises en place pour les personnes ne pouvant voter que le soir, ainsi que celles participant à l'organisation et au dépouillement du scrutin,.
Pour être autorisés à voter, les électeurs doivent être équipés d'un masque, qu'ils doivent temporairement retirer devant l'assesseur lors du contrôle d'identité. Les bureaux de vote sont aménagés pour permettre de garder une distance de 1,5 mètre entre les individus, tandis que les assesseurs portent des gants jetables,,. En outre, le vote par correspondance est ouvert sans condition aux électeurs âgés de 70 ans et plus.

## Système électoral

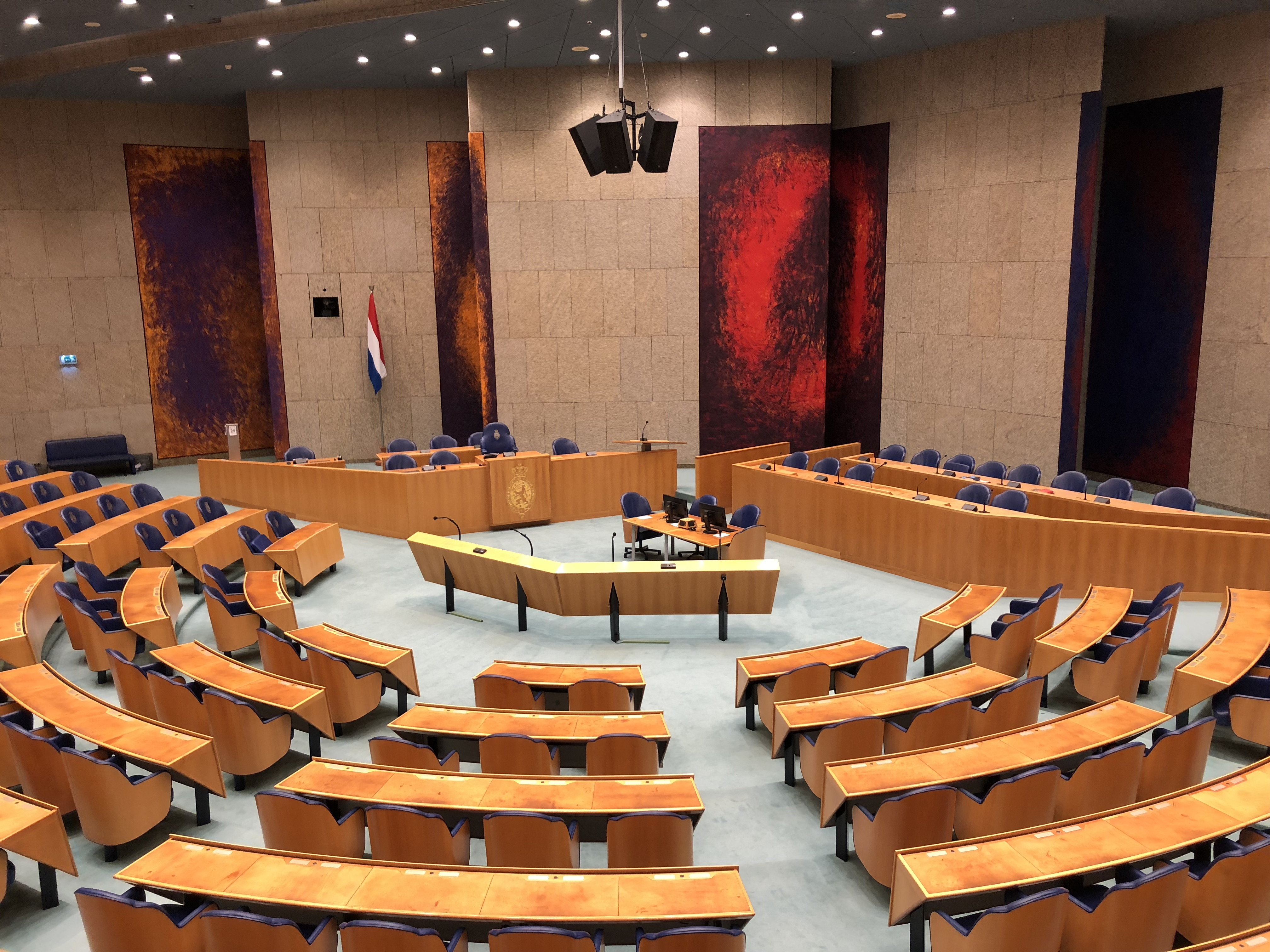
Intérieur de la Seconde Chambre.

La Seconde Chambre (en néerlandais : Tweede Kamer), ou Chambre des représentants, est la chambre basse du parlement bicaméral néerlandais. Elle est composée de 150 sièges pourvus pour quatre ans au scrutin proportionnel plurinominal avec listes ouvertes dans une unique circonscription nationale. Vingt circonscriptions régionales sont utilisées pour correspondre aux listes électorales dressées au niveau régional à des fins statistiques, mais n'entrent pas en compte dans le système électoral.
Les listes étant ouvertes, les électeurs ont également la possibilité d'exprimer un vote préférentiel pour un candidat sur la liste pour laquelle ils votent. Les sièges obtenus par chaque liste sont par la suite attribués en priorité aux candidats ayant recueilli au moins 25 % des votes de la liste en leurs noms. Après décompte des voix, la répartition des sièges se fait à la proportionnelle selon la méthode d'Hondt, sans seuil électoral prédéfini. La méthode utilisée ainsi que le nombre total de sièges conduisent néanmoins de facto à un seuil de 0,67 % des suffrages exprimés à l'échelon national.

## Forces en présence
| Parti | Parti                                                                                          | Idéologie                                                           | Chef de file        | Résultats en 2017         | Cabinet Rutte III |
| ----- | ---------------------------------------------------------------------------------------------- | ------------------------------------------------------------------- | ------------------- | ------------------------- | ----------------- |
|       | Parti populaire pour la liberté et la démocratie Volkspartij voor Vrijheid en Democratie (VVD) | Centre droit Libéral-conservatisme                                  | Mark Rutte          | 21,3 % des voix 33 sièges | Coalition         |
|       | Parti pour la liberté Partij voor de Vrijheid (PVV)                                            | Droite à extrême droite Nationalisme, euroscepticisme               | Geert Wilders       | 13,1 % des voix 20 sièges | Opposition        |
|       | Appel chrétien-démocrate Christen-Democratisch Appèl (CDA)                                     | Centre droit Démocratie chrétienne                                  | Wopke Hoekstra      | 12,4 % des voix 19 sièges | Coalition         |
|       | Démocrates 66 Democraten 66 (D66)                                                              | Centre à centre gauche Social-libéralisme                           | Sigrid Kaag         | 12,2 % des voix 19 sièges | Coalition         |
|       | Gauche verte GroenLinks (GL)                                                                   | Centre gauche Écologie politique                                    | Jesse Klaver        | 9,1 % des voix 14 sièges  | Opposition        |
|       | Parti socialiste Socialistische Partij (SP)                                                    | Gauche à gauche radicale Social-démocratie, socialisme démocratique | Lilian Marijnissen  | 9,1 % des voix 14 sièges  | Opposition        |
|       | Parti travailliste Partij van de Arbeid (PvdA)                                                 | Centre gauche Social-démocratie                                     | Lilianne Ploumen    | 5,7 % des voix 9 sièges   | Opposition        |
|       | Union chrétienne ChristenUnie (CU)                                                             | Centre droit Christianisme social, conservatisme social             | Gert-Jan Segers     | 3,4 % des voix 5 sièges   | Coalition         |
|       | Parti pour les animaux Partij voor de Dieren (PvdD)                                            | Gauche Défense des animaux, écologisme                              | Esther Ouwehand     | 3,2 % des voix 5 sièges   | Opposition        |
|       | 50 Plus (50+)                                                                                  | Centre Défense des retraités                                        | Liane den Haan (en) | 3,1 % des voix 4 sièges   | Au cas par cas    |
|       | Parti politique réformé Staatkundig Gereformeerde Partij (SGP)                                 | Droite Droite chrétienne, calvinisme                                | Kees van der Staaij | 2,1 % des voix 3 sièges   | Au cas par cas    |
|       | Denk (DENK)                                                                                    | Gauche Défense des Néerlandais d'origine étrangère                  | Farid Azarkan       | 2,1 % des voix 3 sièges   | Opposition        |
|       | Forum pour la démocratie Forum voor Democratie (FvD)                                           | Droite à extrême droite National-conservatisme, euroscepticisme     | Thierry Baudet      | 1,8 % des voix 2 sièges   | Opposition        |

| Parti | Parti                                                    | Idéologie                                                                 | Chef de file           | Résultats en 2017       |
| ----- | -------------------------------------------------------- | ------------------------------------------------------------------------- | ---------------------- | ----------------------- |
|       | Parti pirate Piratenpartij (PPNL)                        | Syncrétique Défense du droit d'auteur                                     | Matthijs Pontier       | 0,34 % des voix 0 siège |
|       | BIJ1                                                     | Extrême gauche Antiracisme, égalitarisme, anticapitalisme                 | Sylvana Simons         | 0,27 % des voix 0 siège |
|       | Jésus Vit Jezus Leeft (JL)                               | Droite Évangélisme                                                        | Florens van der Spek   | 0,03 % des voix 0 siège |
|       | Parti libertarien Libertaire Partij (LP)                 | Droite Libertarianisme de droite                                          | Robert Valentine       | 0,01 % des voix 0 siège |
|       | JA21                                                     | Droite à extrême droite Libéral-conservatisme, opposition à l'immigration | Joost Eerdmans         | Nouveau                 |
|       | Volt Volt Nederland (VOLT)                               | Centre à centre gauche Fédéralisme européen                               | Laurens Dassen         | Nouveau                 |
|       | Mouvement agriculteur–citoyen BoerBurgerBeweging (BBB)   | Centre Agrarisme, défense des agriculteurs                                | Caroline van der Plas  | Nouveau                 |
|       | Code Orange Code Oranje (CO)                             | Syncrétique Démocratie directe                                            | Richard de Mos         | Nouveau                 |
|       | Nida (NIDA)                                              | Centre gauche Démocratie islamique                                        | Nourdin El Ouali       | Nouveau                 |
|       | Splinter (S)                                             | Centre gauche Social-libéralisme                                          | Femke Merel van Kooten | Nouveau                 |
|       | JONG                                                     | Centre Défense de la jeunesse                                             | Jaron Tichelaar        | Nouveau                 |
|       | Fiers des Pays-Bas Trots op Nederland (ToN)              | Droite Libéral-conservatisme                                              | Sander van den Raadt   | Nouveau                 |
|       | Liste Henk Krol Lijst Henk Krol (LHK)                    | Centre droit Défense des retraités                                        | Henk Krol              | Nouveau                 |
|       | NLBeter (NLB)                                            | Centre Défense des travailleurs de la santé                               | Esther van Fenema      | Nouveau                 |
|       | OpRecht (OR)                                             | Droite National-conservatisme                                             | Michael Ruperti        | Nouveau                 |
|       | Parti pour la République Partij voor de Republiek (PvdR) | Centre Républicanisme                                                     | Bruno Braakhuis        | Nouveau                 |
|       | Les Verts De Groenen (DG)                                | Centre gauche Écologie politique                                          | Otto ter Haar          | Nouveau                 |

## Campagne
Parti populaire pour la liberté et la démocratie
Après avoir remporté trois campagnes législatives de suite, le Parti populaire pour la liberté et la démocratie (VVD) du Premier ministre Mark Rutte est en passe de terminer en tête une quatrième fois. Dans un contexte de pandémie de Covid-19, le parti veut qu'un gouvernement « fort » se mette à l'œuvre pour « polir activement les franges du capitalisme », marquant un tournant à gauche sur le plan économique par rapport à 2017. Cependant, pour Trouw, « il y a un domaine où les libéraux ne se déplacent catégoriquement pas vers la gauche. La politique d'asile et de migration prônée par le VVD est plus à droite que jamais. Les réfugiés ne devraient plus avoir automatiquement droit au logement social [...]. Le VVD estime également que le cabinet doit être prêt à prendre des « mesures drastiques » en cas de nouvelle crise migratoire, comme la suspension du droit de demander l'asile aux Pays-Bas et la fermeture des frontières néerlandaises ».
Démocrates 66
Les Démocrates 66 (D66) sont portés par leur dirigeante Sigrid Kaag après quatre années de coalition, lors desquelles leur manque de dynamisme au sein du gouvernement est souvent pointé du doigt. Leur campagne est basée sur des thèmes sociaux (santé, éducation, logement) avec le slogan « Il est temps pour une nouvelle direction » (Het is tijd voor nieuw leiderschap). Ils se réjouissent des bonnes prestations de leur chef de file lors des débats télévisés.
Parti pour la liberté
Le Parti pour la liberté (PVV) de Geert Wilders fait paraître pendant la campagne électorale un document de 51 pages tourné vers le nationalisme. Le parti prône notamment le retrait de l'Union européenne, le retour aux frontières nationales et la fermeture du pays aux migrants issus des pays musulmans. Il milite par ailleurs pour l'interdiction du port du foulard islamique dans les bâtiments publics et du droit de vote des binationaux, ainsi que la suppression de la NPO. La formation estime que « les Pays-Bas sont devenus un pays méconnaissable. Les terroristes de rue immigrés, souvent marocains, terrorisent les Néerlandais partout ». Pour le PVV, l'islam ne doit plus être considéré comme une religion mais comme une « idéologie totalitaire », tandis que les mosquées, les écoles coraniques et le Coran doivent être interdits. Un ministère de l'Immigration, de la Remigration et de la Désislamisation serait établi sous un cabinet Wilders. Sur les questions environnementales, le PVV s'inscrit dans la mouvance climatosceptique. Il milite pour le démantèlement des éoliennes en mer « pour faire de la place au bateau », l'arrêt des parcs solaires qui « nuisent aux paysages », le retrait de l'accord de Paris sur le climat et le rejet du « pacte vert pour l'Europe » d'Ursula von der Leyen. Souhaitant en revanche faire inscrire les droits des animaux domestiques dans la Constitution pour lutter contre leur maltraitance, le parti espère capitaliser sur son opposition au couvre-feu décrété par le cabinet sortant dans le contexte de pandémie.
Appel chrétien-démocrate
L'Appel chrétien-démocrate (CDA) de centre droit du ministre des Finances Wopke Hoekstra entend se placer au centre de l'échiquier à la suite des mauvais sondages initiaux des Démocrates 66 (D66) de centre gauche, l'autre parti traditionnellement présent au centre de l'échiquier politique. Sous le mot d'ordre « Prenez soin les uns des autres » (« Zorg voor elkaar ») rappelant le mot « Prenez bien soin de notre ville et les uns des autres. Adieu. » (« Zorg goed voor onze stad en voor elkaar. Vaarwel. ») du bourgmestre d'Amsterdam Eberhard van der Laan dans une lettre ouverte à ses administrés quelques semaines avant sa mort d'un cancer du poumon, le parti entend faire du social, de l'éducation et de la santé des priorités, tout en rappelant les « valeurs et traditions » néerlandaises.

## Sondages
Le graphique ci dessous présentent les résultats des sondages néerlandais, qui sont traditionnellement donnés en estimations de sièges par partis, et non de pourcentages. 

## Dépouillement
Au premier jour du scrutin, le lundi 15 mars, les municipalités découvrent à l'ouverture des enveloppes de vote par correspondance qu'un nombre considérable de bulletins, entre 5 et 10 %, sont stricto sensu invalides en raison d'une violation du secret du vote, attribuée à une mauvaise compréhension des instructions. Ces dernières imposent de placer la carte d'identification de l'électeur et le bulletin de vote en lui-même dans des enveloppes séparées, à l'intérieur d'une plus grande enveloppe. Les enveloppes externes et celles de la carte d'identification sont dans un premier temps ouvertes pour vérifier la validité de la carte, puis les enveloppes avec les bulletins ajoutées dans les urnes, permettant d'assurer le secret du vote. Les enveloppes incriminées contiennent cependant la carte et le bulletin ensemble. Au vu du grand nombre de votes risquant l'invalidation, le Conseil électoral et la ministre des Affaires intérieures et des Relations au sein du Royaume Kajsa Ollongren décident néanmoins d'ajuster les règles du dépouillement. Les enveloppes externes sont ainsi ouvertes pour vérifier la validité de la carte d'identification tandis que le bulletin, non déplié et donc illisible, est tout de même ajouté aux urnes pour garantir le secret du vote.

## Résultats

### Nationaux
|                          |                                                        |            |       |      |        |               |  |  |  |
| Parti                    | Parti                                                  | Voix       | %     | +/-  | Sièges | +/-           |  |  |  |
|                          | Parti populaire pour la liberté et la démocratie (VVD) | 2 279 130  | 21,87 | 0,58 | 34     | 1             |  |  |  |
|                          | Démocrates 66 (D66)                                    | 1 565 861  | 15,02 | 2,79 | 24     | 5             |  |  |  |
|                          | Parti pour la liberté (PVV)                            | 1 124 482  | 10,79 | 2,27 | 17     | 3             |  |  |  |
|                          | Appel chrétien-démocrate (CDA)                         | 990 601    | 9,50  | 2,88 | 15     | 4             |  |  |  |
|                          | Parti socialiste (SP)                                  | 623 371    | 5,98  | 3,11 | 9      | 5             |  |  |  |
|                          | Parti travailliste (PvdA)                              | 597 192    | 5,73  | 0,03 | 9      | en stagnation |  |  |  |
|                          | Gauche verte (GL)                                      | 537 308    | 5,16  | 3,97 | 8      | 6             |  |  |  |
|                          | Forum pour la démocratie (FvD)                         | 523 083    | 5,02  | 3,24 | 8      | 6             |  |  |  |
|                          | Parti pour les animaux (PvdD)                          | 399 750    | 3,84  | 0,65 | 6      | 1             |  |  |  |
|                          | Union chrétienne (CU)                                  | 351 275    | 3,37  | 0,02 | 5      | en stagnation |  |  |  |
|                          | Volt (VOLT)                                            | 252 480    | 2,42  | Nv.  | 3      | 3             |  |  |  |
|                          | JA21                                                   | 246 620    | 2,37  | Nv.  | 3      | 3             |  |  |  |
|                          | Parti politique réformé (SGP)                          | 215 249    | 2,07  | 0,01 | 3      | en stagnation |  |  |  |
|                          | Denk (DENK)                                            | 211 237    | 2,03  | 0,03 | 3      | en stagnation |  |  |  |
|                          | 50 Plus (50+)                                          | 106 702    | 1,02  | 2,09 | 1      | 3             |  |  |  |
|                          | Mouvement agriculteur–citoyen (BBB)                    | 104 319    | 1,00  | Nv.  | 1      | 1             |  |  |  |
|                          | BIJ1                                                   | 87 238     | 0,84  | 0,57 | 1      | 1             |  |  |  |
|                          | Code Orange (CO)                                       | 40 731     | 0,39  | Nv.  | 0      | en stagnation |  |  |  |
|                          | NIDA                                                   | 33 834     | 0,32  | Nv.  | 0      | en stagnation |  |  |  |
|                          | Splinter (S)                                           | 30 328     | 0,29  | Nv.  | 0      | en stagnation |  |  |  |
|                          | Parti pirate (Piraten)                                 | 22 816     | 0,22  | 0,12 | 0      | en stagnation |  |  |  |
|                          | Autres partis                                          | 79 245     | 0,76  | –    | 0      | en stagnation |  |  |  |
|                          |                                                        |            |       |      |        |               |  |  |  |
| Suffrages exprimés       | Suffrages exprimés                                     | 10 422 852 | 99,62 |      |        |               |  |  |  |
| Votes blancs             | Votes blancs                                           | 17 173     | 0,16  |      |        |               |  |  |  |
| Votes nuls               | Votes nuls                                             | 22 652     | 0,22  |      |        |               |  |  |  |
| Total                    | Total                                                  | 10 462 677 | 100   | –    | 150    | en stagnation |  |  |  |
| Abstentions              | Abstentions                                            | 2 725 093  | 20,66 |      |        |               |  |  |  |
| Inscrits / participation | Inscrits / participation                               | 13 187 770 | 79,34 |      |        |               |  |  |  |

## Conséquences

Parti arrivé en tête par commune

### Analyse
Les élections voient progresser deux des quatre partis du cabinet Rutte III : le Parti populaire pour la liberté et la démocratie (VVD) gagne un siège, les Démocrates 66 (D66) en gagnent cinq, l'Union chrétienne (CU) reste stable, tandis que l'Appel chrétien-démocrate (CDA) perd quatre sièges,. Ainsi, pour la première fois depuis élections de 1998, une coalition sortante conserve une majorité de sièges. Les D66 réalisent le meilleur résultat de leur histoire en atteignant pour la première fois la deuxième place avec 24 sièges. Mark Rutte, Premier ministre depuis 2010 et tête de liste du VVD, devient la première tête de liste à remporter quatre élections législatives de suite. Le Forum pour la démocratie (FvD) réalise la meilleure évolution depuis les élections de 2017, passant de deux à huit sièges et quadruplant ainsi sa présence parlementaire,.
Par ailleurs, la Seconde Chambre intègre quatre nouveaux partis, JA21, Volt, le Mouvement agriculteur–citoyen et BIJ1, pour un total de dix-sept partis représentés, un record en plus d'un siècle. Il faut alors remonter aux élections de 1918 pour atteindre un nombre aussi élevé de partis.
Les trois grands partis de gauche — Parti socialiste (SP), Parti travailliste (PvdA) et Gauche verte (GL) — totalisent moins de 20 % des voix. Selon le politologue Cas Mudde, le déclin constant de la gauche depuis 2006 s'explique principalement par un agenda médiatique dominé par les questions sociétales, en particulier identitaires, au détriment des enjeux économiques et sociaux.

### Formation du gouvernement
| Coalitions envisagées       | Sièges        | Sièges    |
| Coalitions envisagées       | Représentants | Sénateurs |
| --------------------------- | ------------- | --------- |
| Majorité absolue            | 76            | 38        |
| VVD + D66                   | 58            | 19        |
| VVD + D66 + CDA             | 73            | 28        |
| VVD + D66 + CDA + CU        | 78            | 32        |
| VVD + D66 + CDA + JA21      | 76            | 36        |
| VVD + D66 + CDA + CU + JA21 | 81            | 40        |
| VVD + D66 + CDA + SP        | 82            | 32        |
| VVD + D66 + PvdA            | 67            | 25        |
| VVD + D66 + PvdA + GL       | 75            | 33        |

Au vu des résultats, au moins quatre formations sont nécessaires pour former un gouvernement majoritaire à la Seconde Chambre, Mark Rutte ayant annoncé durant la campagne exclure toute coalition avec le FvD ou le PVV. 
Dès le lendemain de l'élection, le 18 mars, Mark Rutte se déclare ouvert à la possibilité d'une coalition avec les D66. Le même jour, la chef de groupe parlementaire à la Première Chambre Annemarie Jorritsma (VVD) et la ministre des Affaires intérieures et des Relations au sein du Royaume Kajsa Ollongren (D66) sont nommées « exploratrices » (verkenners) par la présidente de la Seconde Chambre Khadija Arib. Celles-ci doivent soumettre à la Seconde Chambre un rapport sur les possibilités de coalition. Les deux partis ont alors deux voies principales pour former leur coalition : ou bien une alliance avec la CDA et un quatrième partenaire soit de gauche (PvdA, GL ou SP) soit de droite (CU, JA21) afin d'atteindre la majorité, ou bien une coalition dite violette élargie avec les deux autres partis de centre gauche (PvdA et GL). Contrairement à 2017, le VVD ne ferme pas la porte à une alliance avec le SP, bien que les différences avec les partis libéraux et socialistes soient notoires, notamment dans le domaine de la santé.
Parmi les formations mineures, le nouveau parti europhile Volt ne cherche pas à entrer au gouvernement. Les animalistes du PvdD se disent susceptibles d'intégrer une coalition libérale de gauche, tandis que le chef de file du SGP, Kees van der Staaij, qui considère la participation de son parti improbable, se prononce en faveur d'une coalition de centre droit. Mark Rutte annonce le 23 mars vouloir en premier lieu tenter une alliance avec les Démocrates 66, l'Appel chrétien-démocrate et JA21. Ce dernier, issu d'une scission du FvD, compte huit sénateurs et permettrait ainsi de se rapprocher d'une majorité dans les deux chambres du Parlement. Ses positions sont cependant éloignées de celles des Démocrates 66 sur l'Union européenne, l'immigration et l'avortement. En cas d'échec, une reconduction du gouvernement quatripartite actuel (cabinet Rutte III) serait tentée, malgré les divergences entre l'Union chrétienne et les Démocrates 66 sur les questions éthiques, notamment l'avortement et l'euthanasie. Enfin, Rutte envisage un gouvernement avec les partis de gauche (GL et PvdA) en dernier recours.
Le 25 mars, Jorritsma et Ollongren présentent leur démission en raison de la fuite dans la presse d'éléments confidentiels évoqués lors des discussions avec les chefs de file de partis. Les ministres Tamara van Ark (VVD) et Wouter Koolmees (D66) sont désignés pour leur succéder.

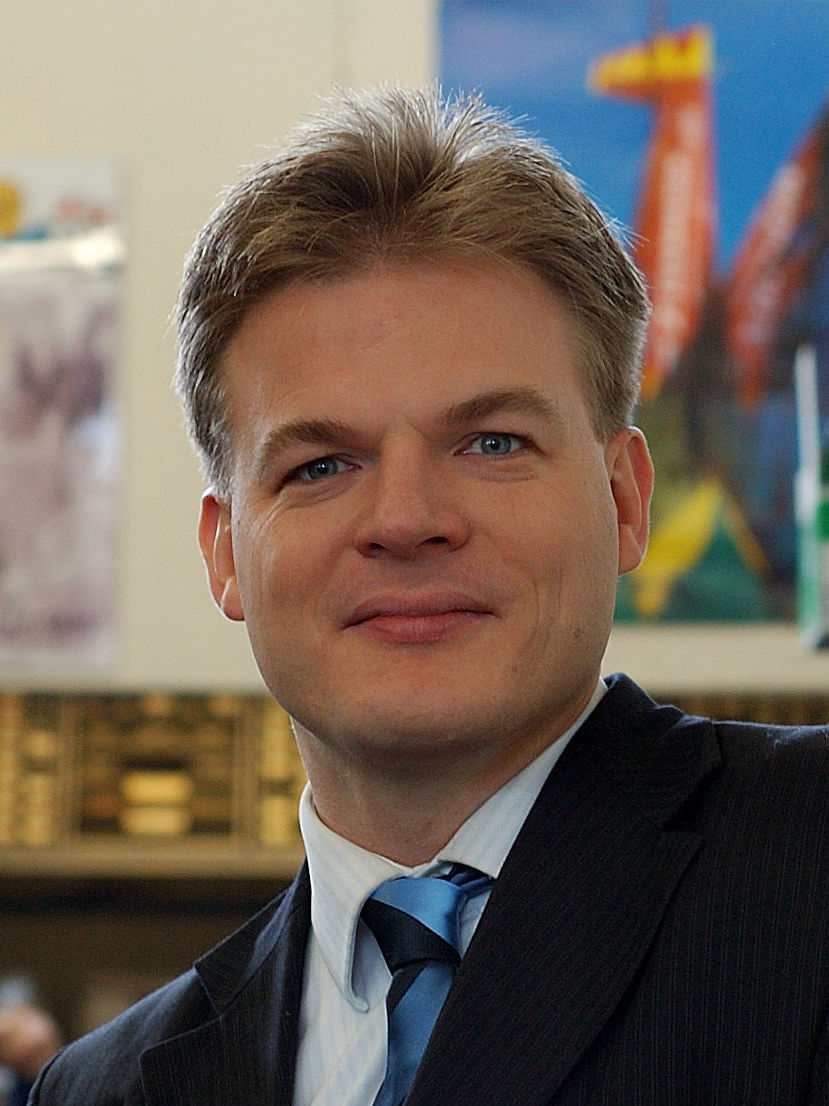
Pieter Omtzigt

Cette période de négociation est marquée par une crise parlementaire. Lors de la précédente fuite de documents, Mark Rutte nie en effet catégoriquement l’attribution des postes figurant dans la presse, dont notamment celle de Pieter Omtzigt, affecté selon la fuite à une « position ailleurs » plutôt qu'à un ministère. En jouant un rôle clé dans les révélations sur le scandale de fausses allégations de fraudes aux allocations familiales de janvier, ce dernier s'était révélé particulièrement critique du Premier ministre, conduisant à des soupçons de tentative de mise à l'écart d'Omtzigt de la part de Rutte, qui dément avoir évoqué son affectation. Or, Annemarie Jorritsma et Kajsa Ollongren se voient forcées lors d'un débat parlementaire à la seconde chambre de rendre publics leurs notes, dont le contenu démontre que Rutte avait bien évoqué directement le sujet de l'attribution ou non d'un portefeuille à Omtzigt. Accusé de mensonge, le Premier ministre revient alors sur ses déclarations et soutient s'être « trompé de souvenirs ». Le scandale politique qui s'ensuit amène à l'annulation de la mission de van Ark et Koolmees, ainsi qu'a une motion de défiance déposées par l'opposition, soutenue par l'ensemble des partis hormis le VVD de Rutte. Ce dernier reste néanmoins à son poste en tant que Premier ministre par intérim, la Chambre n'ayant pas désignée de remplaçant,.
Les négociations sont par la suite confiées le 6 avril à l'ancien président travailliste de la Première Chambre Herman Tjeenk Willink (nl), puis le 12 mai à la présidente travailliste du Conseil économique et social, Mariëtte Hamer (nl), qui supervise des pourparlers entre les partis à partir du 17 août, avant de constater leur échec. Avant de rendre son mandat le 2 septembre, Hamer suggère la formation d'un gouvernement minoritaire composé du VVD, des D66 et du CDA.
Le libéral Johan Remkes nommé à son tour informateur le 7 septembre, prend le 28 le contre pieds de sa prédécesseure en annonçant qu'un gouvernement minoritaire n'est pas souhaitable, et que de nouvelles élections doivent être envisagées. La perspective d'un scrutin anticipé amène immédiatement les D66 à revenir publiquement sur leur opposition à des négociations avec la CU, ce qui permet à Remkes de conclure deux jours plus tard son rapport final sur la recommandation d'un renouvellement du gouvernement de coalition sortant. Le 30, les quatre partis composant la coalition sortante annoncent être d'accord pour négocier sa poursuite.

## Cabinet Rutte IV
La Chambre des représentants valide les conclusions de Remkes le 5 octobre avant de reconduire son mandat en lui adjoignant Wouter Koolmes, un économiste membre des D66.
Le 13 décembre, un accord de coalition entre les quatre partis du gouvernement sortant est conclu après 271 jours de négociations, un nouveau record dans la vie politique néerlandaise. Gérant les affaires courantes depuis janvier 2021, Mark Rutte est reconduit dans ses fonctions de Premier ministre à la tête de son quatrième cabinet le 10 janvier 2022, devenant l'un des dirigeants les plus durables de l'Union européenne,.